# Bernardino António Gomes (1806-1877)
Prof. Dr. Bernardino António Gomes (1806-1877) fue un médico, botánico portugués. Con el mismo nombre que su padre Bernardino António Gomes (1769-1823), siguió la carrera médica. Fue Doctor en Medicina en la "Facultad de París, y formado en Matemática en la Universidad de Coímbra, destacándose por haber sido el primer médico portugués en utilizar el cloroformo y un aparato de inhalación de éter, revolucionando así las técnicas de la anestesia.
Fue médico de la Marina de Guerra Portuguesa. Y primer médico de la Real Cámara.

## Algunas publicaciones
- bernardino antónio Gomes, a p Cardoso. 1835. Exame da Agua Sulfurea do Arsenal da Marinha». in Jornal das Sciencias Medicas de Lisboa, tomo II, Junho, 2.º semestre de 1835, pp. 161-173
- ----. 1857. Noticia da Vida e Trabalhos Scientificos do Medico Bernardino António Gomes. Lisboa, Academia Real das Ciências

## Honores
Un busto de bronce asentado sobre un pedestal de piedra, se erigió en su homenaje, siendo obra del escultor Costa Mota, inaugurado en 1930, en la Plaza Dr. Bernardino António Gomes, en Campo de Santa Clara.

### Membresía
- Sociedade Farmcêutica Lusitana
- Sociedade de Ciências Médicas

- La abreviatura «B.A.Gomes» se emplea para indicar a Bernardino António Gomes como autoridad en la descripción y clasificación científica de los vegetales.[2]